# Perhiasan
Perhiasan is een bestuurslaag in het regentschap Langkat van de provincie Noord-Sumatra, Indonesië. Perhiasan telt 3605 inwoners (volkstelling 2010).